# Собор Пожеги
Собор Святой Терезы Авильской (хорв. Katedrala sv. Terezije Avilske), Собор Пожеги — католический собор в городе Пожега (Хорватия). Кафедральный собор епархии Пожеги, памятник архитектуры. Расположен на площади Святой Терезы у подножия холма, на котором располагалась не сохранившаяся городская крепость.
Здание приходской церкви в Пожеге было построено в 1756—1763 годах в стиле барокко. В центре главного фасада находится колокольня высотой 63 метра. Колокольня была разрушена ураганом в 1926 году, впоследствии восстановлена. В 1898—1899 годах интерьер церкви был полностью переделан, в частности были расписаны фресками стены. Фрески и прочее живописное убранство церкви создавались в эти годы под руководством двух хорватских художников — Отона Ивековича и Целестина Медовича.
5 июля 1997 года церковь получила статус кафедрального собора вновь образованной епархии Пожеги.